# Tara McKeown
Tara Leana McKeown (* 2. Juli 1999 in Newbury Park, Kalifornien) ist eine US-amerikanische Fußballspielerin.

## Karriere

### Verein
McKeown spielte in ihrer College-Zeit bis 2021 für die USC Trojans. Beim Draft zur NWSL-Saison 2021 wurde sie von Washington Spirit erwählt. Ihr Debüt gab sie am ersten Spieltag bei einem 1:1 gegen Orlando Pride, bei welchem sie in der 87. Minute für Ashley Sanchez eingewechselt wurde. Am Ende der Saison gewann sie mit ihrer Mannschaft auch die Meisterschaft.

### Nationalmannschaft
Mit der US-amerikanischen U20 nahm sie an der CONCACAF Meisterschaft 2018 und der Weltmeisterschaft 2018 teil. Im April 2019 kam sie in drei Spielen für die U23 zum Einsatz.